# Nguyễn Trung Ngạn
Nguyễn Trung Ngạn (chữ Hán: 阮忠彥；1289–1370), tự là Bang Trực, hiệu là Giới Hiên, là một nhà chính trị, một đại thần có tài của nước Đại Việt thời nhà Trần, được xếp vào hàng "Người phò tá có công lao tài đức đời Trần" cùng với Trần Quang Khải, Mạc Đĩnh Chi, Trương Hán Siêu, Lê Quát, Phạm Sư Mạnh, Đoàn Nhữ Hài, Trần Thì Kiến và Phạm Tông Mại.

## Tiểu sử
Nguyễn Trung Ngạn sinh năm Kỷ Sửu (1289, có tài liệu ghi là năm Canh Thìn, 12802) tại huyện Thiên Thi, lộ Khoái, nước Đại Việt, nay là làng Thổ Hoàng, thị trấn Ân Thi, huyện Ân Thi, tỉnh Hưng Yên, Việt Nam.
Ông đỗ Hoàng giáp năm Giáp Thìn (1304) khi mới 15 tuổi, lần lượt giữ các chức:
- Năm 1312, Nguyễn Trung Ngạn giữ chức gián quan (một chức quan trong Ngự sử đài).
- Năm 1314, khi vua Trần Minh Tông lên nối ngôi, ông cùng Phạm Ngộ sang nhà Nguyên báo tin và dâng cống.
- Năm Tân Dậu, Đại Khánh thứ 8 (1321), Nguyễn Trung Ngạn là Ngự sử đài Thị ngự sử 3. Sau do bàn bạc không hợp ý vua, ông bị giáng xuống làm Thông phán châu Anh Lãng rồi lại nhờ có tài trong việc cai quản ở nơi trị nhậm mà được điều về kinh giữ chức Thiêm tri Thánh Từ cung sự quản lý mọi việc ở cung Thánh Từ, tức cung của Thái thượng hoàng.
- Năm 1326, do sai sót trong việc ghi chép quan phục của quan lại 4, Nguyễn Trung Ngạn lại bị điều ra làm An phủ sứ Thanh Hoá
- Năm 1329, Nguyễn Trung Ngạn theo Thượng hoàng Minh Tông đi đánh dẹp ở Đà Giang và phụng mệnh soạn sách Thực lục.
- Năm Nhâm Thân (1332), Nguyễn Trung Ngạn được thăng Nội mật viện phó sứ, giữ sổ sách ở nội sảnh cung Quan Triều (cung của vua Trần), nhưng vẫn kiêm An phủ sứ Thanh Hoá.
- Năm Giáp Tuất (1334), ông theo Thượng hoàng đi đánh giặc Ai Lao. Ai Lao trốn chạy, ông vâng mệnh ghi công ở bia Ma Nhai rồi về 5.
- Năm Đinh Sửu (1337), làm An phủ sứ Nghệ An rồi Giám tu Quốc sử viện. Ông cùng Trương Hán Siêu soạn sách Hoàng triều đại điển và bộ Quốc triều hình luật (ban hành năm 1341)
- Năm Tân Tỵ (1341), Nguyễn Trung Ngạn được giao giữ chức Kinh sư Đại doãn trông coi mọi việc ở kinh thành Thăng Long
- Năm 1342, ông được thăng lên làm Hành khiển coi việc ở viện Khu mật.
- Năm 1355, được thăng Kinh lược sứ trấn Lạng Giang, Đại hành khiển, Thượng thư Hữu bật, Đại học sĩ, hầu ở toà Kinh Duyên, Trụ Quốc, Khai huyện bá rồi Thân Quốc công.
- Năm Canh Tuất (1370), ông mất thọ hơn 80 tuổi.

## Tác phẩm
- Giới Hiên thi tập
- Hoàng triều đại điển
- Hình luật thư
- Thanh chinh Đà Giang thực lục
- Ma Nhai kỷ công bi văn

## Tưởng niệm
Tại Hà Nội, nơi Nguyễn Trung Ngạn từng có nhiều năm gắn bó và làm đến chức Kinh sư đại doãn trực tiếp cai quản kinh thành, đã có bảy nơi thờ Nguyễn Trung Ngạn6:
1. Đền Tiên Hạ: 46A ngõ Phất Lộc
2. Đền Hương Tượng: 64 Mã Mây
3. Đền Hương Nghĩa: 13B Đào Duy Từ
4. Đình Mỹ Lộc: 45 Nguyễn Hữu Huân
5. Đình Hương Bài: 90 Trần Nhật Duật
6. Đình Ưu Nghĩa: 2A Nguyễn Hữu Huân
7. Đình Phúc Lộc: 6 Lương Ngọc Quyến

Trên quê hương Thổ Hoàng, Ân Thi, Hưng Yên, phần mộ của cụ Nguyễn Trung Ngạn đặt trên cồn Con Nhạn, nằm ở phía Tây Nam làng Thổ Hoàng, cách khoảng 1 km đường chim bay7. Còn nhà thờ cụ Nguyễn Trung Ngạn là một ngôi nhà ngói ba gian, có tổng diên tích khoảng 35 m² trên một thửa đất rộng gần 200 m².
Hiện nay UBND thành phố Hà Nội, tỉnh Hưng Yên và dòng họ Nguyễn Trung đang có kế hoạch xây dựng một khu tưởng niệm Nguyễn Trung Ngạn tại làng Thổ Hoàng và dự kiến sẽ hoàn thành vào dịp kỉ niệm 1000 năm Thăng Long Hà Nội 8.
Tại Nghệ An, có họ Nguyễn Công tại xã Thái Sơn, huyện Đô Lương được coi là dòng dõi của Nguyễn Trung Ngạn, mộ phần của ông tương truyền tại thôn Lệ Nghĩa, nay là xã Minh Sơn, huyện Đô Lương. Nhà thờ họ Nguyễn Công tại xã Thái Sơn, huyện Đô Lương đã được tỉnh Nghệ An công nhận là "Di tích lịch sử, văn hóa cấp tỉnh, thành phố". Họ Nguyễn Tài tại xã Thanh Văn, huyện Thanh Chương cũng là hậu duệ của Nguyễn Trung Ngạn với các tên tuổi như Nguyễn Tài Cẩn, Nguyễn Tài Tuệ.
Cũng tại Nghệ An, đền Linh Kiếm cũng là nơi thờ Hoàng Giáp Nguyễn Trung Ngạn, ở thôn Thuận Lý, xã Thuận Sơn, huyện Đô Lương.
Nhiều đường phố mang tên ông như tại Hà Nội, Thành phố Hồ Chí Minh,... Nhiều trường học ở Việt Nam cũng mang tên ông.